# Sherlyn
Sherlyn Montserrat González Díaz (născută 14 octombrie 1985 în Guadalajara, Jalisco) cunoscută ca „Sherlyn” este o cântăreață și actriță mexicană, ea face parte din trupa Camaleones.

## Telenovele
- Amores Verdaderos (2012-2013) Liliana Arriaga/Lucia Celorio Balvanera
- Una Familia con Suerte (2011) Ana Lopez
- Camaleones (2009) - as Solange "Sol" Ponce de León
- Mujeres Asesinas (2009) - as Laura, Confundida
- Cuidado con el Angel (2008) - as Rocio San Roman
- Fuego En La Sangre (2008) - Libia Reyes
- Ugly Betty (2006) - main character in "Muchas Muchachas"
- Alborada (2005) - Marina
- Corazones al límite (2004) - Concepcion "Conny" Perez Avila - (Villain)
- Clase 406 (2002)-(2003) - Gabriela "Gaby" Chavez
- La Intrusa (2001) - Maria de la Cruz "Maricruz" Roldan
- Bonita (2001) - Milagros
- Mi Destino Eres Tu (2000) - Georgina "Gina" San Vicente Fernandez
- Amor gitano (1999) - Rosalinda
- Huracán (1998) - Daniela
- Marisol (1996) - Sofia "Piojito"
- Agujetas de color de rosa (1994) - Clarita

## Filmografie
- La Venganza del valle de las muñecas (2008) - currently filming
- Llamando a un Angel (2007)
- Una de balazos (2005) - Assassin
- Juego de Niños (2002) - Teresa
- Serafín: La película (2001) - Elisa
- La Segunda noche (1999) - Laura
- Campo de ortigas (1998) - Penelope
- Elisa antes del fin del mundo (1997) - Elisa
- Profundo carmesí (1996) - Teresa
- Cilantro y perejil (1995) - Mariana
- Zapatos viejos (1993) - Mary

## Teatru
- Vaselina (2007) - Sandy